# Distretto di Sant'Angelo de' Lombardi
Il distretto di Sant'Angelo de' Lombardi fu una delle suddivisioni amministrative del Regno delle Due Sicilie, subordinate alla provincia di Principato Ultra, soppressa nel 1860.

## Istituzione e soppressione
Fu istituito con una legge varata l'11 ottobre 1817 che riformò la ripartizione territoriale del Regno delle Due Sicilie a seguito della fusione della corona napoletana con quella siciliana.
Con l'occupazione garibaldina e annessione al Regno di Sardegna del 1860 l'ente fu soppresso. Tutti i comuni rimasero nella nuova provincia di Avellino.

## Suddivisione in circondari
Il distretto era suddiviso in successivi livelli amministrativi gerarchicamente dipendenti dal precedente. Al livello immediatamente successivo, infatti, individuiamo i circondari, che, a loro volta, erano costituiti dai comuni, l'unità di base della struttura politico-amministrativa dello Stato moderno. A questi ultimi potevano far capo i villaggi, centri a carattere prevalentemente rurale. I circondari del distretto di Sant'Angelo dei Lombardi ammontavano a dieci ed erano i seguenti:
- Circondario di Sant'Angelo dei Lombardi:
Sant'Angelo dei Lombardi, Guardia Lombardi, Lioni, Rocca San Felice
- Circondario di Andretta:
Andretta, Cairano, Morra
- Circondario di Bagnoli:
Bagnoli, Nusco
- Circondario di Carbonara:
Carbonara, Calitri, Monteverde
- Circondario di Frigento:
Frigento, Gesualdo, Sturno, Torella, Villamaina
- Circondario di Lacedonia:
Lacedonia, Bisaccia, Rocchetta Sant'Antonio
- Circondario di Montella:
Montella, Cassano
- Circondario di Montemarano:
Montemarano, Castelfranci, Castelvetere
- Circondario di Paterno:
Paterno, Lapio, Luogosano, San Mango, Sant'Angelo all'Esca
- Circondario di Teora:
Teora, Conza, Sant'Andrea